# فورموتيرول
فورموتيرول (الاسم الدولي غير مسجّل الملكية) (بالإنجليزية: Formoterol)‏ أو إيفورموتيرول (الاسم المعتمد البريطاني سابقًا) (بالإنجليزية: Eformoterol)‏ هو ناهض بيتا 2 مديد المفعول يُستخدم في علاج الربو وداء الانسداد الرئوي المزمن. يتم تسويقه في أربعة أشكال: مسحوق جاف للاستنشاق، وجهاز استنشاق بالجرعات المقننة، وقرص عن طريق الفم، ومحلول للاستنشاق، تحت أسماء تجارية مختلفة بما فيها فوراديل (شيرينج-بلاف في الولايات المتحدة، نوفارتس في باقي أرجاء العالم)، وفورباك ديسكير (نيوتك إنهيلير)، وأوكسيز. يتم تسويقها كذلك في صيغة مزيج بيوديسونيد/فورموتيرول.
فورموتيرول هو ناهض بيتا 2 مديد المفعول ذو فعالية مُطوّلة (حتى 12 ساعة) مقارنة مع ناهضات بيتا 2 قصيرة المفعول مثل سالبوتامول، والذي يعمل لمدة 6-4 ساعات. تعمل ناهضات بيتا 2 مديدة المفعول كمتحمة بالأعراض استكمالًا للعلاج الوقائي بواسطة الكورتيكوستيرويد (على سبيل المثال، فلوتيكازون). لا تزال هناك حاجة للعلاج «المخلّص» الذي تعطيه ناهضات بيتا 2 قصيرة المفعول (على سبيل المثال، سالبوتامول)، حيث لا يُنصح باستخدام ناهضات بيتا مديدة المفعول لعلاج الربو الحاد.

## آلية العمل
يعمل فورموتيرول المُستنشق مثل باقي ناهضات بيتا 2، مؤديًا لتوسّع القصبات عن طريق إرخاء العضلات الملساء في الشعب الهوائية لعلاج تفاقم الربو.